# Studieboek
Een studieboek of leerboek is een leermiddel dat gebruikt wordt bij de studie of het leren voor onderwijs in het hoger of universitair onderwijs.

## Boekenlijst
Universiteiten en hogescholen bepalen welke boeken nodig zijn om in een collegejaar te gebruiken voor de afzonderlijke vakken. Daartoe geven ze doorgaans aan het begin van een nieuw collegejaar een lijst uit. Naast de verkoop bij boekhandels of via universitaire instanties zijn er sinds het einde van de 20e eeuw ook internetaanbieders actief op de markt voor studieboeken.

## Nederlandse situatie
In Nederland vallen studieboeken - in tegenstelling tot schoolboeken, waarvan de prijzen vrij zijn - onder de Wet op de vaste boekenprijs. Concreet wil dit zeggen dat MBO, HBO en academische studieboeken niet onder een wettelijk vastgestelde prijs verkocht mogen worden. Deze beperking dient oneerlijke concurrentie te voorkomen en beschermt aanbieders die actief zijn op de betreffende markt. Deze vaste boekenprijs geldt alleen voor Nederlandstalige boeken. Per 1 mei 1998 is de vaste boekenprijs voor vreemdtalige boeken opgeheven, en daarmee ook de vaste boekenprijs voor vreemdtalige studieboeken. 
De Wet op de vaste boekenprijs maakt een uitzondering voor studieverenigingen, die aan hun leden ook Nederlandstalige studieboeken mogen aanbieden met maximaal 10% korting. Deze uitzondering zorgt ervoor dat veel studenten hun studieboeken kopen bij een studievereniging. Ook is het momenteel toegestaan om bij de verkoop van Nederlandstalige studieboeken 5% korting te geven. Een eis hierbij is dat de koper aan moet tonen de betreffende studieboeken te gebruiken voor een studie. Met het afschaffen van de vaste boekenprijs voor vreemdtalige boeken ontstond voor het eerst de mogelijkheid te concurreren op prijs. De bestaande boekhandels hebben hier echter minimaal op ingespeeld. Deze hebben immers te maken met hoge voorraad- en huurkosten, wat doorberekend wordt in de prijzen.

## Tweedehands
Tweedehands studieboeken vallen niet onder de Wet op de Vaste Boekenprijs. Gebruikte studieboeken kunnen verkocht worden via boekhandels of boekenmarkten, maar ze kunnen ook direct door de eigenaars worden verhandeld. Er bestaan studieboekenmarkten waar studenten onderling tweedehands studieboeken kunnen kopen en verkopen. Ook worden ze aangeboden via gespecialiseerde winkels zoals de antiquariaten van De Slegte. Uitgevers van studieboeken proberen tweedehandsverkoop vaak tegen te gaan door in elk nieuw studiejaar een nieuwe druk uit te brengen (soms met minimale wijzigingen) en die door de school verplicht te laten stellen.